# 더 텐
《더 텐》(영어: The Ten)은 미국에서 제작된 데이비드 웨인 감독의 2007년 앤솔러지 코미디 영화이다. 애덤 브로디 등이 출연하였고, 데이비드 웨인 등이 제작에 참여하였다. 십계명에서 영감을 얻은 이야기 열 편이 펼쳐진다.

## 출연진
- 애덤 브로디
- 롭 코드리
- 팜커 얀선
- 케리 케니실버
- 켄 머리노
- 그레천 몰
- 올리버 플랫
- 폴 러드
- 위노나 라이더
- 리에브 슈라이버
- 저스틴 서로
- 제시카 앨바
- 존 햄
- 매더 지컬
- 론 실버
- 앤드리아 로즌
- 크리스 와일드
- 리드 버니
- A. D. 마일스
- 제이슨 수데이키스
- 토미 넬슨
- 잭 오스
- 마이클 멀헤런
- 알렌 에스카페타
- 데이비드 웨인
- 토머스 레넌
- 조 로트룰리오
- 찰리 맥더멋
- 저닌 거로펄로
- 마이클 이언 블랙
- 러시다 존스
- 마이클 쇼월터
- H. 존 벤저민
- 보비 캐너발리
- 로버트 벤 거랜트
- 앤디 카우프먼
- 조너선 데이비스

## 기타 제작진
- 공동 제작: 데릭 청, 러시다 존스, 마커스 랜즈델
- 협력 제작: 킴 미샤, 베스 볼링, 그레그 “프레디” 캐멀리어
- 배역: 킴 미샤, 베스 볼링
- 미술: 마크 화이트
- 세트: 리사 스코파